# Chicho Frumboli
Mariano Frumboli, vzdevek Chicho, argentinski plesalec.
Chicho je eden najbolj slavnih plesalcev argentinskega tanga. Najbolj je poznan po svojih improvizacijskih vrlinah.
Leta 1984 je pričel s študijem glasbe, med letoma 1992 in 1998 je študiral ples v okviru gledališča v Buenos Airesu. Od leta 1999 deluje kot profesionalni tango plesalec in učitelj. Nastopa in poučuje po vsem svetu, obravnavan je kot eden utemeljiteljev zvrsti tango nuevo. Med drugim nastopa tudi z glasbenimi skupinami, kot so Gotan Project, Tanghetto in Narcotango. Njegov prvi plesni par je bila Lucia Mazer. Od leta 2003 do leta 2006 je bila njegova soplesalka Eugenia Parrilla, v zadnjih letih pa nastopa in poučuje v paru z Juano Sepulvedo.